# Brendan Coyle
Pour les articles homonymes, voir Coyle.
Brendan Coyle (né le 2 décembre 1963) est un acteur britannique.

## Biographie
Son père est irlandais et sa mère est écossaise.
Le comédien a été révélé au grand public grâce au rôle de Nicholas Higgins, dans le feuilleton North and South en 2004.
Durant l'année 2008, il a joué le rôle de Robert Timmins dans la série télévisée Lark Rise, dont le scénario est écrit par Flora Thompson.
Brendan Coyle a également présenté des émissions télévisées, et tenu quelques rôles au théâtre.
Il tient le rôle de John Bates dans la série britannique à succès Downton Abbey, créée en 2010. La série démarre d'ailleurs par l'arrivée de ce nouveau domestique à Downton Abbey. John Bates est le valet du maître des lieux, Robert Crawley, comte de Grantham.

## Filmographie
| Année       | Titre                                              | Rôle                         | Notes                                                                  |
| ----------- | -------------------------------------------------- | ---------------------------- | ---------------------------------------------------------------------- |
| 1992        | Fool's Gold: The Story of the Brink's-Mat Robbery  | Det. Sgt. Benwell            | Téléfilm                                                               |
| 1992        | The Bill                                           | Chris Bailey                 | Série télévisée (1 épisode : Radio Waves)                              |
| 1994        | Ailsa                                              | Miles Butler                 | Téléfilm                                                               |
| 1995        | The Glass Virgin                                   | Manuel Mendoza               | Mini-série (1 épisode)                                                 |
| 1995        | Dangerfield                                        | David Walsh                  | Série télévisée (2 épisodes)                                           |
| 1996        | Silent Witness                                     | Liam Slattery                | Série télévisée (2 épisodes)                                           |
| 1996        | Thief Takers                                       | D.I Bob "Bingo" Tate         | Série télévisée (4 épisodes)                                           |
| 1997        | The Last Bus Home                                  | Steve Burkett                | Série télévisée                                                        |
| 1997        | Tomorrow Never Dies                                | Leading Seaman - HMS Bedford | Film                                                                   |
| 1998        | Soft Sand, Blue Sea                                | Gerry                        | Film                                                                   |
| 1998        | The General                                        | UVF Leader                   | Film                                                                   |
| 1998        | Happy Birthday To Me                               |                              | Court métrage                                                          |
| 1999        | I Could Read the Sky                               | Francie                      | Film                                                                   |
| 2000        | McCready and Daughter                              | Donal McCready               | Téléfilm                                                               |
| 2000        | Paths to Freedom                                   | Jeremy Fitzgerald            | Série télévisée (6 épisodes)                                           |
| 2001        | Rebel Heart                                        | Michael Collins              | Série télévisée                                                        |
| 2001        | The Inspector Lynley Mysteries                     | Richard Tey                  | Série télévisée (1 épisode : A Great Deliverance)                      |
| 2001        | The Bombmaker                                      | George McEvoy                | Téléfilm                                                               |
| 2001        | Conspiracy                                         | SS Maj. Gen. Heinrich Müller | Téléfilm                                                               |
| 2001        | Mapmaker                                           | Robert Bates                 | Série télévisée                                                        |
| 2002        | Rockface                                           | Douglas McLanaghan           | Série télévisée (7 épisodes)                                           |
| 2003        | Waking the Dead                                    | Martin Corgan                | Série télévisée (2 épisodes)                                           |
| 2003        | Single                                             | Paul                         | Série télévisée                                                        |
| 2004        | Amnesia                                            | D.C Ian Reid                 | Téléfilm                                                               |
| 2004        | Omagh                                              | D.S John White               | Film                                                                   |
| 2004        | North and South                                    | Nicholas Higgins             | Feuilleton télévisé (4 épisodes)                                       |
| 2005        | Allegiance                                         | Michael Collins              | Film                                                                   |
| 2005        | The Jacket                                         | Damon                        | Film                                                                   |
| 2005        | Shameless                                          | Father Polish                | Série télévisée (1 épisode)                                            |
| 2005        | Jericho                                            | Christie                     | Série télévisée (3 épisodes)                                           |
| 2005        | The Ghost Squad                                    | Sgt. Ralph Allan             | Série télévisée (1 épisode : Heroes)                                   |
| 2006        | The Commander                                      | Carl Dirkwood                | Série télévisée                                                        |
| 2006        | Soundproof                                         | D.I Dave Cox                 | Téléfilm                                                               |
| 2006        | Offside                                            | Duncan Miller                | Film                                                                   |
| 2006        | Prime Suspect: The Final Act                       | D.C.S Mitchell               | Téléfilm                                                               |
| 2006        | Perfect Parents                                    | Ed                           | Film                                                                   |
| 2007        | The Mark of Cain                                   | Davey Gulliver               | Film                                                                   |
| 2007        | Wedding Belles                                     | Priest                       | Téléfilm                                                               |
| 2007        | The Good Samaritan                                 | Lewis Farrell                | Téléfilm                                                               |
| 2007        | Damage                                             | Aidan Cahill                 | Téléfilm                                                               |
| 2007        | True Dare Kiss                                     | Kaz Sweeney                  | Série télévisée (6 épisodes)                                           |
| 2008        | Lark Rise to Candleford                            | Robert Timmins               | Série télévisée (31 épisodes : 2008-2010)                              |
| 2009        | Inspecteur George Gently                           | Patrick Donovan              | Série télévisée (1 épisode : Gently in the Night)                      |
| 2009        | Perrier's Bounty                                   | Jerome                       | Film                                                                   |
| 2009        | Blue Murder                                        | Derek Jowell                 | Série télévisée (2 épisodes)                                           |
| 2010 - 2015 | Downton Abbey                                      | John Bates                   | Série télévisée                                                        |
| 2011        | The Raven                                          | Reagan                       | (en production)                                                        |
| 2014        | Spotless                                           | Nelson Clay                  | Série télévisée franco-britannique (création originale Canal+)         |
| 2015        | Les Enquêtes de Murdoch                            | Rankin                       | Série télévisée canadienne (saison 9, épisode 9 : Une légende de Noël) |
| 2016        | Avant toi                                          | Bernard Clark                | Film                                                                   |
| 2016        | 12 Monkeys                                         | Dr Benjamin Kalman           | Série télévisée (saison 2)                                             |
| 2018        | Marie Stuart, reine d'Écosse (Mary Queen of Scots) | Matthew Stewart              | Film                                                                   |
| 2019        | Downton Abbey                                      | John Bates                   | Film                                                                   |
| 2022        | Downton Abbey 2 : Une Nouvelle Ère                 | John Bates                   | Film                                                                   |

- 2025 : Downton Abbey 3 de Simon Curtis

## Distinctions
- Theatre World Award 1998-1999 pour The Weir
- Primetime Emmy Awards 2012 : nomination comme meilleur acteur dans un second rôle dans une série télévisée dramatique pour Downton Abbey